# Dhjana

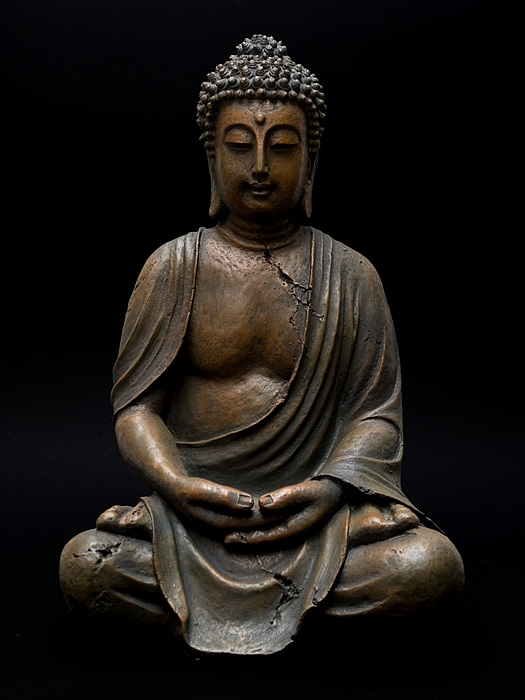
Medytujący Budda

Dhjana (skt.: ध्यान dhyāna, pali: 𑀛𑀸𑀦 jhana wym. [dźhana], chiń.: 禪 chán, kor.: 선 sŏn, jap.: 禅 zen, wiet.: thiền) – hinduistyczna oraz buddyjska praktyka medytacyjna, skupienie.

## Hinduizm
W kontekście praktyki jogi dhjana została opisana w trzecim rozdziale Jogasutr Patańdźalego „Wibhuti Padah”. Poprzedza ją opanowanie dharany, natomiast po niej następuje samadhi. Wszystkie te trzy wymienione jednocześnie wykonane to samjama.

### Rodzaje dhjany
Dzieło Gherandasanhita wymienia trzy rodzaje dhjany, w zależności od natury obiektu obranego za cel praktyki:
- sthuladhjana
- dźjotirdhjana
- sukszmadhjana.

## Buddyzm
W buddyzmie dhjana odnosi się głównie do czterech medytacyjnych wchłonięć. Są one osiągane poprzez pełne skupienie (pali samādhi), podczas którego następuje całkowite, chociaż tymczasowe zawieszenie aktywności pięciu zmysłów oraz pięciu przeszkód (pali: nīvarana). Ten stan świadomości jednakże jest stanem pełnej czujności i przytomności. W tradycji therawady taki wysoki poziom skupienia jest na ogół rozwijany poprzez praktykę jednego z 40 przedmiotów medytacji wyciszenia (pali: samatha-kammatthāna) lub rozwoju umysłu (pali: bhavana).